# Cachryx defensor
La iguana yucateca de cola espinosa (Cachryx defensor) es una especie de lagarto escamoso iguánido del género Cachryx. Fue descrito originalmente por Edward Drinker Cope en 1866. C. defensor es la especie tipo de su género y la única junto a la iguana campechana de cola espinosa.

## Etimología
El nombre del género deriva del latín Cachryo, que significa amento o cebada tostada, en referencia a la forma de la cola.

## Descripción

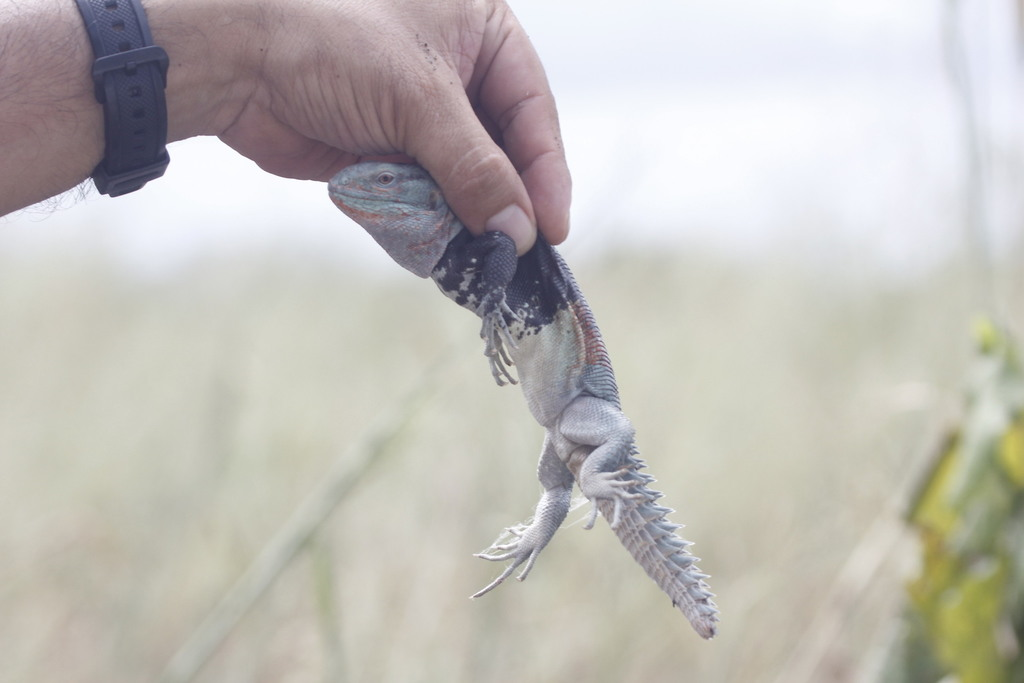
Un ejemplar de una iguana yucateca de cola espinosa.

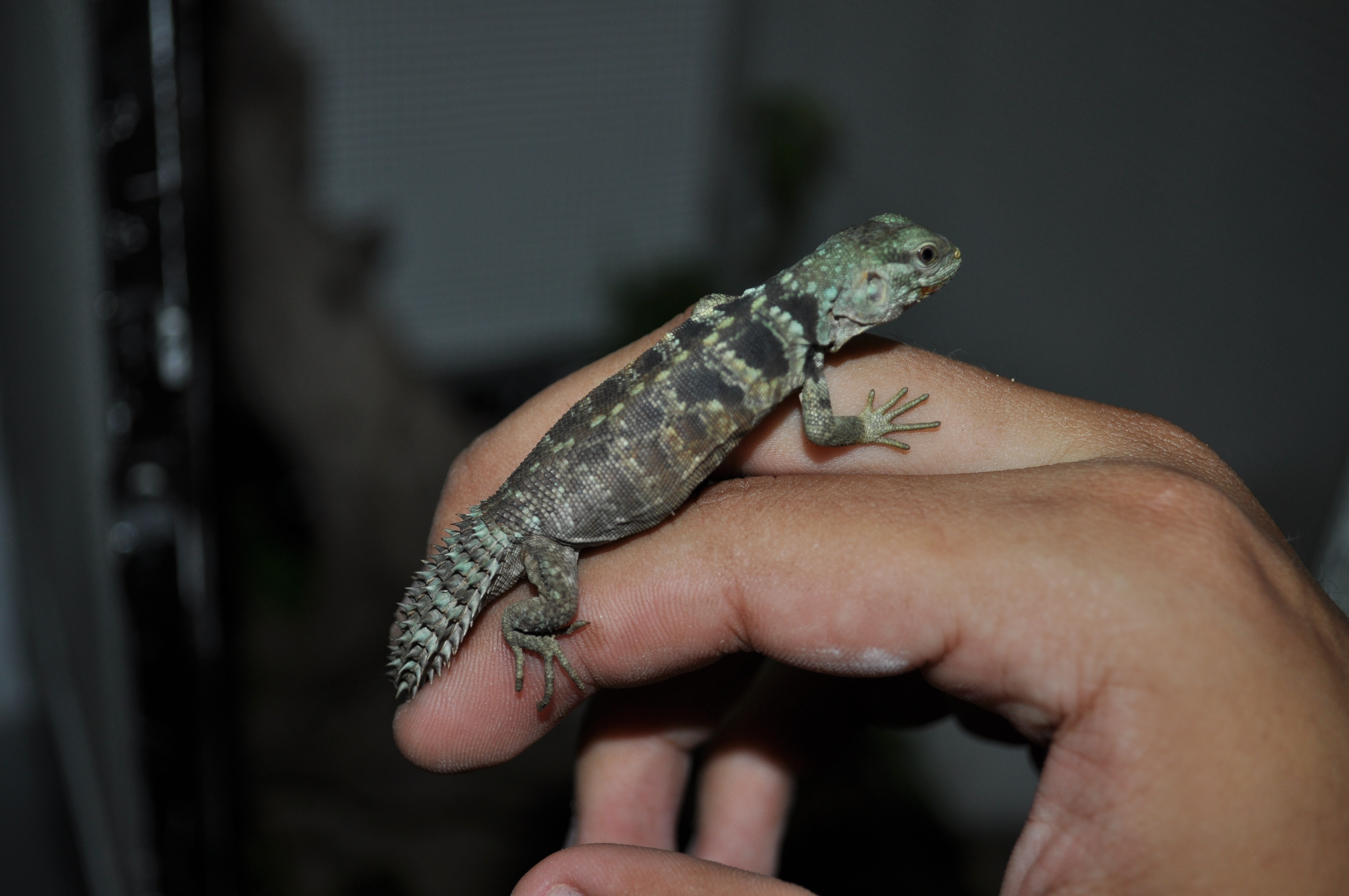
Un ejemplar juvenil.

C. defensor se consideraba originalmente como un miembro del género Ctenosaura. Las siguientes características diferencian al género Cachryx de Ctenosaura:
- Dientes con 5 o más cúspides;
- Cinco dientes premaxilares;
- Crista craneal dispuesta paso a paso entre frontal y prefrontal;
- Laminillas subdigitales debajo de la primera falange del tercer dedo del pie no fusionadas;
- Interparietal (escama que cubre el ojo parietal) indistinto o ausente;
- Escamas intercalares ausentes o reducidas;
- Escamas espiníferas visiblemente agrandadas presentes en la superficie anterodorsal de las porciones femoral y tibial de las extremidades posteriores;

## Distribución y hábitat

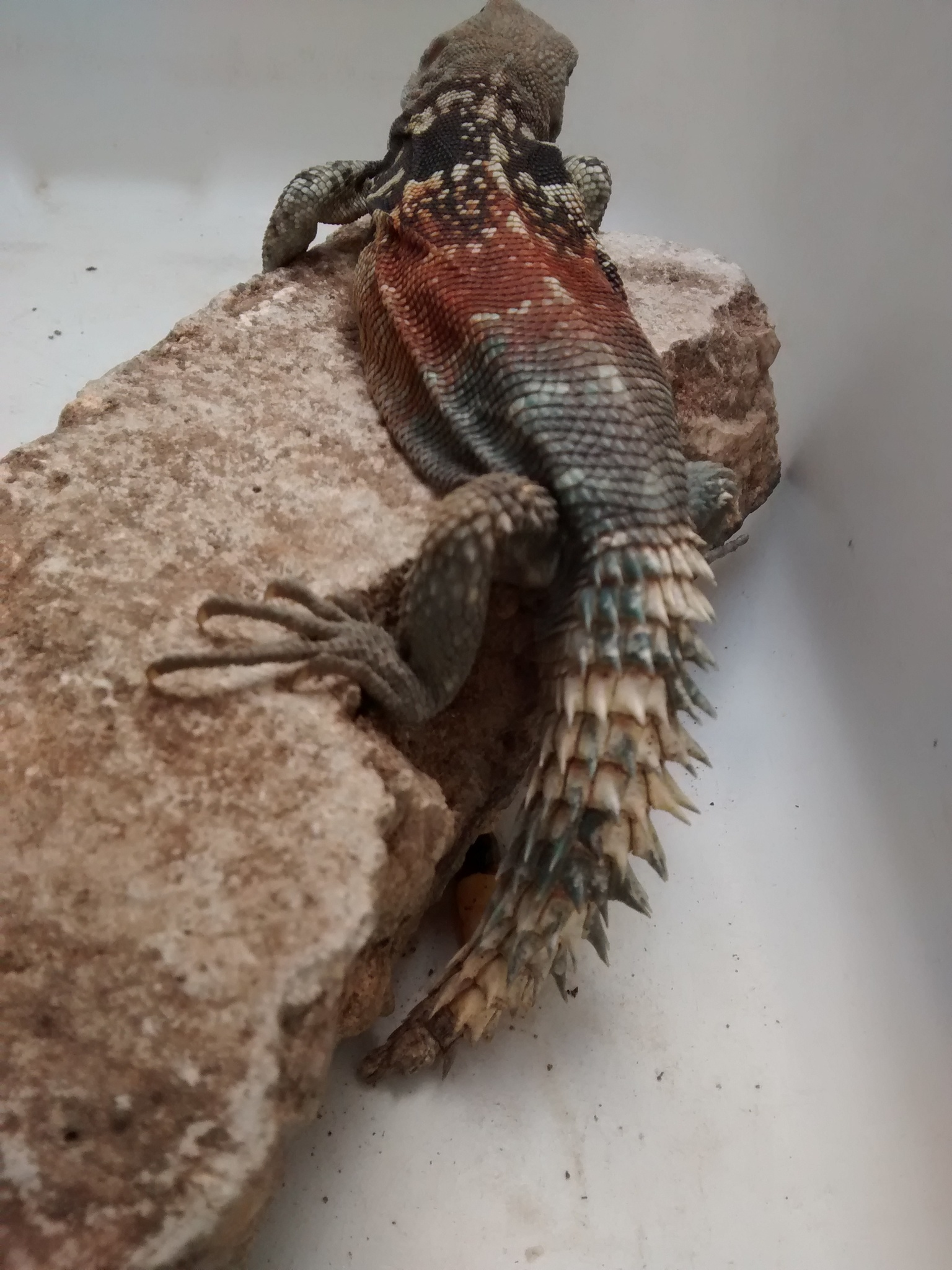

La iguana yucateca de cola espinosa se distribuye en el estado mexicano de Yucatán, y en Guatemala, en Río Azul. La localidad tipo abarcaba todo Yucatán, pero posteriormente fue restringido y reducido a Chichén Itzá. Originalmente se pensó que los registros en Guatemala eran de pertenencia a C. alfredschmidti, pero posteriormente se le otorgaron a esta especie.

### Hábitat

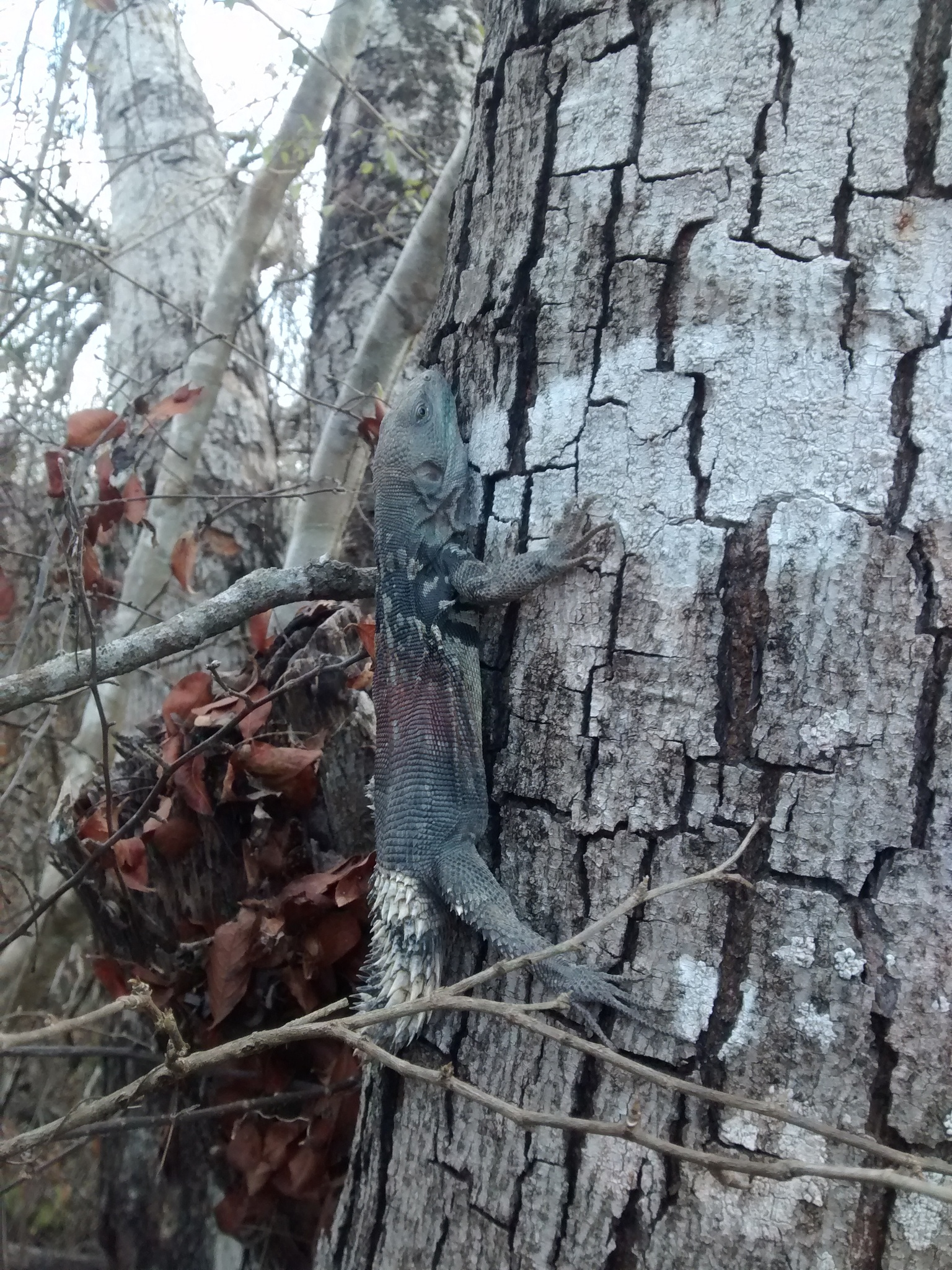

Habita en bosque seco tropical de 0 a 100 m s. n. m. La iguana se encuentra principalmente en formaciones rocosas, viviendo en los huecos de estas formaciones.

## Estado de conservación
Se encuentra amenazada por la pérdida de su hábitat natural.